# Betlejemskie Światło Pokoju

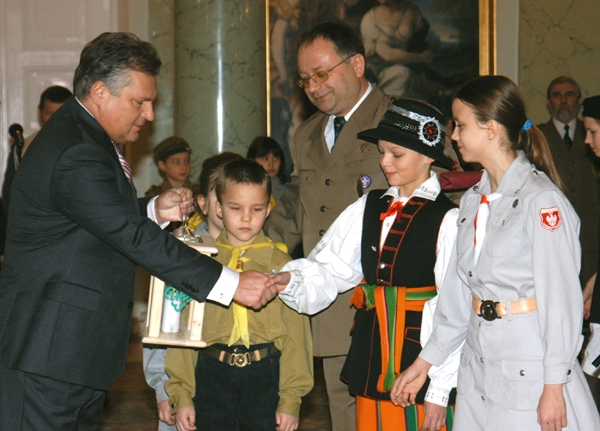
Przekazanie prezydentowi RP Aleksandrowi Kwaśniewskiemu Betlejemskiego Światła Pokoju przez harcerzy z ZHP, Pałac Prezydencki 14 grudnia 2004. Widoczny jest również naczelnik ZHP - hm. Wiesław Maślanka

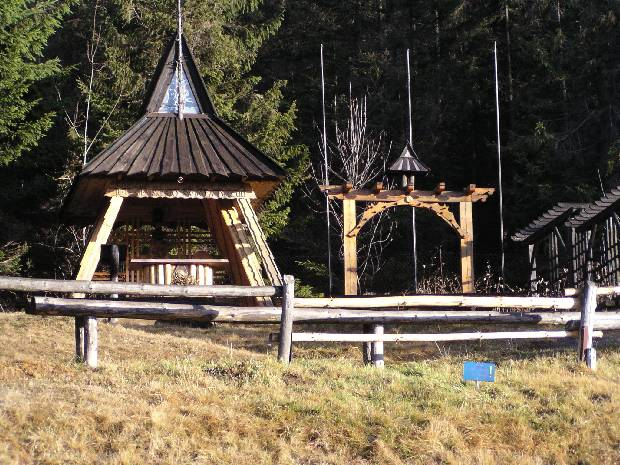
Kaplica Betlejemskiego Światła Pokoju przy Ośrodku „Głodówka”

Betlejemskie Światło Pokoju (BŚP) – coroczna skautowa i harcerska akcja przekazywania przed Świętami Bożego Narodzenia symbolicznego ognia, zapalonego w Grocie Narodzenia Chrystusa w Betlejem. Organizatorem w Polsce jest Związek Harcerstwa Polskiego. 
Akcję zapoczątkowało w 1986 Österreichischer Rundfunk (ORF) – austriacka telewizja i radio publiczne, jako działanie charytatywne na rzecz dzieci niepełnosprawnych i osób potrzebujących. W 1987 roku patronat nad akcją objęli skauci austriaccy. Od tego czasu, udział w niej biorą skauci z Europy. Światło co roku przywożone jest z Betlejem do Wiednia, gdzie w katedrze przekazywane jest skautom z sąsiednich krajów, a następnie sztafetą trafia do najdalszych zakątków kontynentu. 
W Polsce akcję od 1991 prowadzi Związku Harcerstwa Polskiego, którego harcerze odbierają Betlejemskie Światło Pokoju od skautów słowackich. W latach 1991 do 2007 przekazanie miało miejsce na polsko-słowackim przejściu granicznym Łysa Polana w Tatrach. Po 2007 roku światło przekazywane jest naprzemiennie w Polsce i na Słowacji. Po przekazaniu Światła w Polsce odbywa się uroczysta msza święta odprawianej w Kaplicy Betlejemskiego Światła Pokoju i św. Piotra i Pawła, zlokalizowanej na terenie Ośrodka „Głodówka”. Stamtąd światło trafia do wszystkich chorągwi, hufców i drużyn harcerskich.
W 2020 roku ⁣ZHP z okazji 30 lecia akcji wydało broszurę poświęconą historii Światła i miejsc z nim związanych.
Za pośrednictwem harcerzy światło dociera do mieszkańców miast i wsi. Betlejemskie Światło Pokoju z rąk harcerzy uroczyście przyjmuje m.in.: Prezydent RP, Prezes Rady Ministrów, Marszałek Sejmu i Prymas Polski. Polscy harcerze przekazują światło również do wschodnich sąsiadów – do Rosji, na Litwę, Białoruś, Ukrainę. Czasami na zachód Niemiec i na Północ Danii.
W 2022 roku, z uwagi na trwającą eskalację działań wojennych na Ukrainie, pierwszym miejscem, gdzie przekazane było światło była właśnie Ukraina. Przekazanie odbyło się 11 grudnia 2022 roku. Światło przekazali Naczelniczka ZHP hm. Martyna Kowacka oraz hm. Bartosz Bednarczyk – koordynator zespołu Zarządzania Kryzysowego, zastępca Naczelniczki ZHP. Uroczystość miała miejsce pasie granicznym Medyka-Szeginie
Co roku, akcji roznoszenia światła towarzyszy hasło będące motywem przewodnim. Hasło związane jest z działaniem harcerzy w danym roku lub problemem społecznym. 
Wykaz haseł:
1991 – Betlejemskie Światło Pokoju
1992 – ... Gwiazdo Betlejemska, Zaświeć na Niebie Mym
1993 – Wyjdź w Świat. Zobacz i Pomóż. Czyli Działaj
1994 – Betlejemskie Światło Pokoju
1995 – Moja Codzienna Wędrówka
1996 – Być Światłem dla Innych
1997 – Pokój z Wami
1998 – Do Światła Dobro Garnie Się
1999 – W Rok Jubileuszowy z Betlejemskim Światłem Pokoju
2000 – W Trzecie Tysiąclecie
2001 – Wy Jesteście Światłem Świata (Mt 5,15)
2002 – Bądźcie Świadkami Bożego Miłosierdzia
2003 – "Abyście Się Wzajemnie Miłowali, Tak Jak Ja Was Umiłowałem" (J 13,34)
2004 – Betlejemskie Światło Pokoju – Światłością Świata, Europy, Polski
2005 – Jeden Świat – Jedno Światło
2006 – Jedno Światło – Jedno Przyrzeczenie
2007 – Stawiajmy Wyzwania, Świećmy Przykładem
2008 – Nieśmy Płomień Braterstwa
2009 – Wszyscy Rodzimy Się do Służby
2010 – Ku Przyszłości
2011 – Światło, Które Prowadzi
2012 – Odważ Się Być Dobrym
2013 – Wyjdź z Cienia – Pokaż Dobro
2014 – Pokój Jest w Nas
2015 – Zauważ Człowieka
2016 – Odważnie Twórzmy Pokój
2017 – W Tobie Jest Światło
2018 – Światło, Które Łączy
2019 – Światło, Które Daje Moc
2020 – Światło Służby
2021 – Światło Nadziei
2022 – Światło dla Ciebie
2023 – Czyńmy Pokój
2024 - Kochaj Czynem

## Akcje towarzyszące BŚP

### Ambasadorzy Światła
Corocznie harcerze biorą udział w sztafecie Światła. Jednym z elementów jest przekazywanie go do instytucji i urzędów. Podczas przekazywania światła przez instruktorów oraz członków Głównej Kwatery obecni są również "Ambasadorzy Światła". Są to zwycięzcy konkursu organizowanego przez ZHP dla harcerzy. co roku konkurs ma inne zasady i zadanie konkursowe.

### Bombki z podpisami
Jednym z elementów towarzyszących przekazaniu światła jest podpisywanie bombki przez osoby obdarowywane światłem. Wszystkie bombki z podpisami i dedykacjami trafiają do Muzeum Harcerstwa.
Zlot Betlejemski
Co roku od 2011 roku w weekend przekazania Światła do Polski, w Zakopanem odbywa się Betlejemski Zlot. W 2023 roku wzięło w nim udział 3000 harcerzy z całej Polski
Rejs ze światłem
Co roku Światło na pokładzie S/Y "Zawisza Czarny", ⁣sztafeta płynęła na wyspę Bornholm, gdzie światło przekazywane było duńskim skautom. Od 2020 roku rejsy nie są praktykowane.